# Sphenomorphus preylangensis
Sphenomorphus preylangensis — вид ящірок родини сцинкових (Scincidae).

## Назва
Вид названо по типовому місце знаходженню — у заповідному лісі Прей Ланґ.

## Поширення
Ендемік Камбоджі. Вид відомий лише на схилах гори Пном Чи в заповіднику Прей Ланг в центрі країни.